# Lamanonia grandistipularis
Lamanonia grandistipularis là một loài thực vật có hoa trong họ Cunoniaceae. Loài này được (Taub.) Taub. mô tả khoa học đầu tiên năm 1892.